# Hideko Maehata
Hideko Maehata (Japón, 14 de mayo de 1914-24 de febrero de 1995) fue una nadadora japonesa especializada en pruebas de estilo braza, donde consiguió ser campeona olímpica en 1936 en los 200 metros.

## Carrera deportiva
En las Olimpiadas de Los Ángeles 1932 ganó la medalla de plata en los 200 metros braza; cuatro años después, en los Juegos Olímpicos de Berlín 1936 ganó la medalla de oro en la misma prueba, por delante de la alemana Martha Genenger y la danesa Inge Sørensen.